# Henglarn
Henglarn is een plaats in de Duitse gemeente Lichtenau (Westfalen), deelstaat Noordrijn-Westfalen, en telt 1077 inwoners (2007).

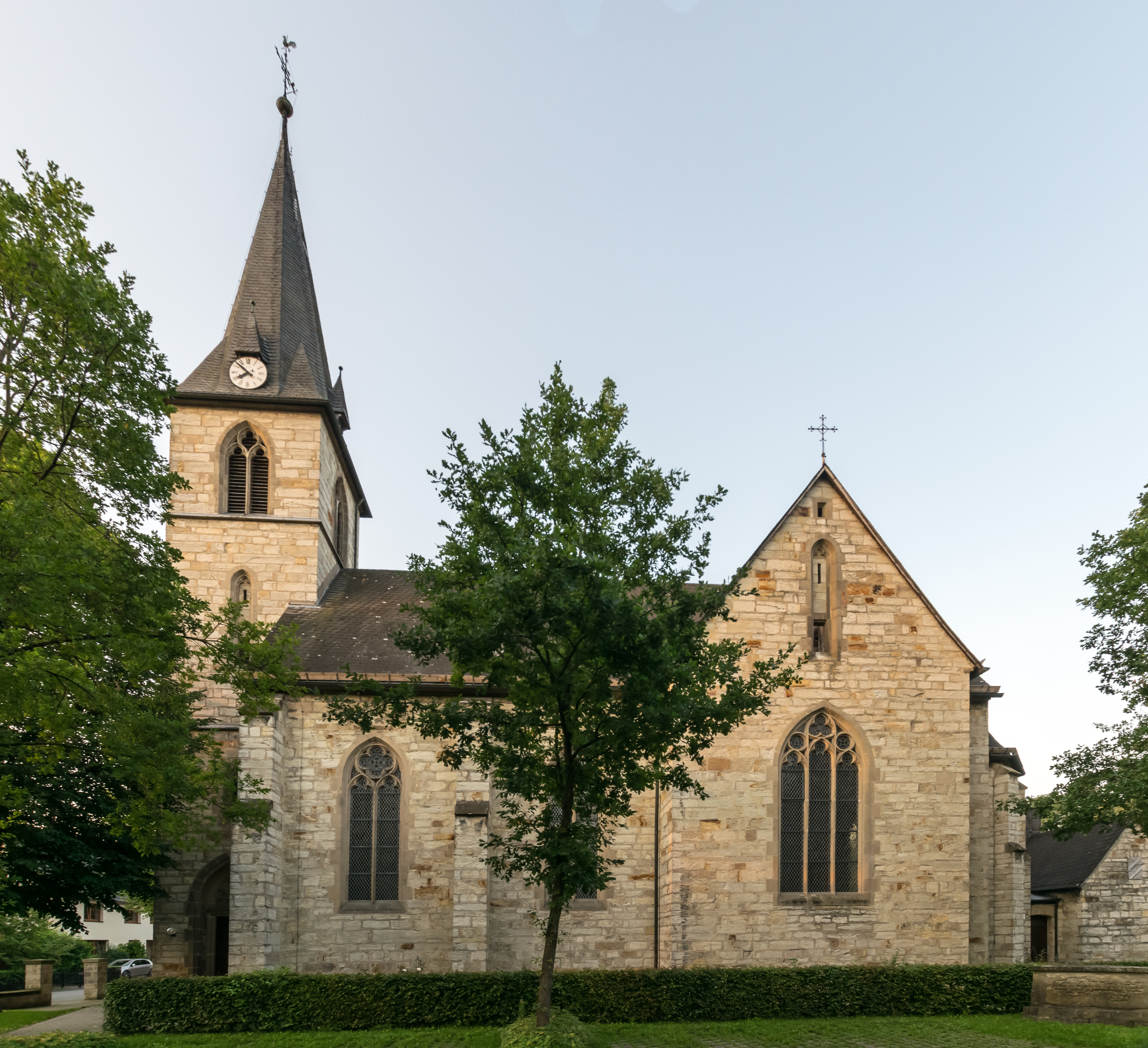
St. Andreaskerk